# Eric Weinstein
Eric Ross Weinstein, né en 1965, est le directeur général de Thiel Capital, la société d'investissement de Peter Thiel, depuis 2015. Lui et son frère, Bret Weinstein, sont à l'origine du terme intellectual dark web pour désigner un groupe informel d'experts,.

## Études
Weinstein a obtenu son doctorat en physique mathématique du département de mathématiques de l'université Harvard en 1992, sous la direction de Raoul Bott,,. Dans sa thèse, intitulée Extension of Self-Dual Yang-Mills Equations across the Eighth Dimension, Weinstein a montré que les équations Yang-Mills auto-doubles n'étaient pas vraiment particulières à la dimension quatre et admettaient des généralisations à des dimensions supérieures,.

## Carrière

### La physique
En mai 2013, Weinstein donne une conférence dans le colloque Geometric Unity, promue par Marcus du Sautoy comme une théorie unifiée potentielle de la physique, un événement couvert par The Guardian,. Sa théorie non publiée comprend un «observerse», un espace à 14 dimensions, et des prédictions pour les particules non découvertes qui, selon lui, pourraient expliquer la matière noire. Joseph Conlon de l'université d'Oxford a déclaré que certaines de ces particules, si elles avaient existé, auraient déjà été détectées dans des accélérateurs existants tels que le grand collisionneur de hadrons.
Peu de physiciens étaient présents et aucune préimpression, papier ou équation n'a été publiée. Les idées de Weinstein n'ont pas été largement débattues. Les quelques personnes qui se sont engagées ont exprimé leur scepticisme,. La rédactrice scientifique Jennifer Ouellette a critiqué la promotion du colloque de Weinstein dans un article pour Scientific American, arguant que ces idées ne pouvaient pas être correctement vérifiées par les experts car il n'y avait pas de papier publié.

## Intellectual dark web
Weinstein a déclaré qu'il avait inventé le terme "intellectuel dark web" après que son frère, Bret Weinstein, ait démissionné de l'Evergreen State College en réponse à une controverse sur le campus. Le terme est utilisé pour regrouper un certain nombre d'universitaires et d'animateurs de podcasts,,.

## The Portal
En juin 2019, Weinstein a lancé un podcast appelé The Portal. Comme Weinstein l'a expliqué dans The Joe Rogan Experience, le titre fait référence à des événements fictifs tels que le trou du lapin dans Les Aventures d'Alice au pays des merveilles et les Lieux magiques dans Harry Potter, c'est-à-dire lorsqu'une « existence ordinaire dans un monde ordinaire » est perturbée par le voyage à travers « une sorte de portail magique". » En mai 2020, les invités comprenaient le chroniqueur du New York Times Ross Douthat, l'activiste James O'Keefe et l'auteur et collègue podcasteur Sam Harris.